# Catherine Dolto
Pour les autres membres de la famille, voir Famille Dolto.
Catherine Dolto, née le 5 août 1946 au Croisic (Loire-Atlantique), est médecin, haptothérapeute, et écrivain, spécialisée dans les livres sur la santé des enfants. Elle est présidente de l'association « Archives et documentation Françoise Dolto ».

## Biographie

### Famille
Née le 5 août 1946 au Croisic, Catherine Marie Dolto est la fille de la psychanalyste et pédiatre Françoise Dolto (née Marette) et du masseur-kinésithérapeute Boris Dolto (né Boris Ivanovitch Dolto avant la francisation du nom), un émigré russe. Elle a deux frères aînés : Jean-Chrysostome Dolto, chanteur sous le nom de Carlos, et Grégoire Dolto, ingénieur, architecte naval. Elle est aussi la nièce de l'homme politique Jacques Marette (1922-1984). Après son premier mariage en 1984, elle a utilisé le nom « Dolto-Tolitch ». Elle n'utilise plus ce nom d'usage depuis son divorce en 2000 et son mariage en 2011 avec Alain Cornec, avocat.

### Formation
Après avoir étudié le théâtre dans l'école de Jacques Lecoq et la sociologie, Catherine Dolto devient médecin. Elle travaille beaucoup avec sa mère Françoise Dolto, qu'elle assiste pour son émission radiophonique Lorsque l'enfant paraît. Elle suit des études médicales et fait fonction d'interne en pédiatrie jusqu'au certificat de médecine préventive de l'enfant.

### Haptonomie
En 1980, elle rencontre Frans Veldman, fondateur de l'haptonomie, Depuis elle a enseigné à ses côtés et s'est consacrée à l'haptonomie. Elle est actuellement présidente du CIRDH-FV (Centre international de recherche et développement de l'haptonomie-Frans Velman) Sa pratique médicale consiste principalement en haptonomie périnatale, où elle accompagne les parents lors de la grossesse et les bébés pendant la première année de leur vie et au suivi de patients de tous âges en haptopsychothérapie.

### Édition
Au début des années 1980, elle rencontre l'éditrice Colline Faure-Poirée. Elles vont créer ensemble des collections qui abordent toutes les choses de la vie en s'adressant directement aux enfants. (notamment la collection « Mine de rien » chez Gallimard, plus de 80 titres très souvent traduits) 
En 1988, paraît Paroles pour adolescents, un livre à trois voix de Françoise Dolto, Catherine Dolto et Colette Percheminier.
Elle publie en 2001 le Dico ado, auquel participent le gynécologue Israël Nisand, le pédopsychiatre Loutfi Benhabib, la psychanalyste Caroline Eliacheff, le psychanalyste Pierre Kammerer ou encore le psychiatre Claude Olievenstein.

### Autres activités
Elle crée, avec Emma la clown, comme auteurs et acteurs, trois spectacle intitulés La Conférence (2005), Grand Symposium, Tout sur l'amour (2014) et Z’humains ! Conférence anti-fin du monde, créé au théâtre du Chatelet. (2018)  
Elle est actuellement présidente de la fondation Raymond-Devos.
Son personnage apparait au théâtre dans Lorsque Françoise paraît d'Éric Bu (2021) et dans la bande dessinée L'Onde Dolto (Sévrine Vidal, Alicia Jaraba, éd. Delcourt, 2019).

## Archives et documentation Françoise Dolto
Elle est l'héritière désignée par sa mère, exécutrice testamentaire de Françoise Dolto mais aussi détentrice du droit moral :

« J'ai été désignée par ma mère dans les derniers jours de sa vie, à notre étonnement à toutes deux car ni elle ni moi n'avions réfléchi à la nécessité que quelqu'un remplisse de telles fonctions. Toutefois, quand il s'est agi de prendre des dispositions, dans une certaine urgence, elle n'a vu personne d'autre qui lui soit à la fois si proche et qui connaisse aussi bien son travail. L'univers professionnel de mes deux frères était vraiment trop éloigné du sien mais je ne prends aucune décision importante sans les avoir consultés. Ma mère n'imaginait pas que la charge serait aussi conséquente car peut-être alors se serait-elle arrangée autrement ou elle en aurait été plus préoccupée encore. Ces éléments ne préjugent ni de ma légitimité ni de ma compétence mais j'essaie de faire du mieux que je peux et surtout de m'entourer de gens qui peuvent m'aider car j'ai conscience de l'énorme responsabilité que cela constitue. »

—  Il y a 23 ans la psychanalyste des enfants disparaissait - Catherine Dolto-Tolitch parle de l'après Dolto
Elle est présidente de l'association « Archives et documentation Françoise Dolto ».

## Publications

### Ouvrages
- Paroles pour adolescents ou Le Complexe du homard avec Françoise Dolto, septembre 1989, éd. Hatier (plusieurs rééditions dont plusieurs revues et augmentées, à partir de 1999 chez Gallimard Jeunesse-Giboulées).
- Collection « Giboulées », Gallimard Jeunesse, à partir de 1996 (plus de 80 titres dans la série « Mine de rIen », très nombreuses traductions notamment en Asie )
- Rire Guérir éd. Séguier Archambaud 2003
- Le Corps entre les mains avec Boris Dolto, Françoise Dolto, et Patrick Vaineau Bemilli, 14 septembre 2006.
- Pour ou contre la garde alternée?, Paris, avec Claire Brisset, Gérard Poussin, 8 avril 2010.
- L'Aventure de la naissance avec la PMA, avec Myriam Szejer, illustré par Sandrine Martin, Gallimard Jeunesse, septembre 2014.

### Audio-vidéo
- CD Audio : L'Haptonomie Périnatale (23 septembre 1999)
- DVD : L'Haptonomie Périnatale (27 avril 2007)

## Distinctions
- Officier de l'ordre national du Mérite (2000)[6]
- Officier de la Légion d'honneur (2016)[7]